# Gadarwara
Gadarwara é uma cidade e um município no distrito de Narsimhapur, no estado indiano de Madhya Pradesh.

## Geografia
Gadarwara está localizada a 22° 55′ N, 78° 47′ L. Tem uma altitude média de 342 metros (1122 pés).

## Demografia
Segundo o censo de 2001, Gadarwara tinha uma população de 37 837 habitantes. Os indivíduos do sexo masculino constituem 53% da população e os do sexo feminino 47%. Gadarwara tem uma taxa de literacia de 71%, superior à média nacional de 59,5%: a literacia no sexo masculino é de 77% e no sexo feminino é de 65%. Em Gadarwara, 13% da população está abaixo dos 6 anos de idade.